# Spear-Nunatak
Der Spear-Nunatak ist ein Nunatak im westantarktischen Marie-Byrd-Land. Er ragt 5 km südlich des Strickland-Nunataks als südlichster Vorsprung an der Ostflanke des Kopfendes des Reedy-Gletschers auf.
Der United States Geological Survey kartierte ihn anhand eigener Vermessungen und mittels Luftaufnahmen der United States Navy aus den Jahren zwischen 1960 und 1964. Das Advisory Committee on Antarctic Names benannte ihn 1967 nach Milton B. Spear (1937–1998), Bauelektriker auf der Byrd-Station im Jahr 1962.